# Никола Каблешков
Никола Стоянов Каблешков е български офицер, генерал-майор.

## Биография
Роден е на 4 септември 1868 година в Пловдив. През 1886 година завършва Военното училище в София, а през 1897 г. изкарва щаб-офицерски курсове. От 1904 до 1905 година учи в артилерийската школа за офицери в Царское село в Русия. Военната му служба започва в трети артилерийски полк през 1886 година. По-късно служи в 6-и артилерийски полк и 4-ти артилерийски полк. Участва в Балканските и Първата световна войни. От септември 1912 до 1913 е командир на гаубично артилерийско отделение към девета пехотна плевенска дивизия. През 1916 година става командир на девети артилерийски полк. Между 18 януари и 20 декември 1919 е командир на 4-ти артилерийски полк. В периода 1920 – 20 януари 1921 е инспектор на артилерията. Уволнен е от служба през през 1920 година. Почива през 1945 г. и е погребан в Централните софийски гробища.
Генерал-майор Никола Каблешков е женен и има 1 дете. Братовчед е на Тодор Каблешков и брат на юриста Антон Каблешков.

## Военни звания
- Подпоручик (18 май 1889)
- Поручик (2 август 1892)
- Капитан (1899)
- Майор (1905)
- Подполковник (18 май 1913)
- Полковник (30 май 1916)
- Генерал-майор (25 октомври 1920)